# Knud Munk Nielsen
Knud Munk Nielsen (født 10. februar 1938) er en dansk landmand og politiker, der fra 1996 til 2006 var amtsborgmester i Ringkjøbing Amt, valgt for Venstre.
Han begyndte sin politiske karriere som formand for Venstres Ungdom i Skanderborg Amt, og blev efter flere år med bestyrelsesposter indenfor landbruget valgt ind i Ringkjøbing Amtsråd i 1994. To år senere blev han amtsborgmester og var tillige medlem af bestyrelsen for Amtsrådsforeningen. Da amterne som følge af strukturreformen skulle nedlægges og erstattes af regioner, forsøgte Nielsen at få hovedsædet for Region Midtjylland til Ringkøbing, hvilket imidlertid ikke lykkedes.
Ved siden af sit politiske virke har han været selvstændig landmand med en gård med 150 ha og svineproduktion i Bording. 
Under Rigsretssagen mod Erik Ninn-Hansen i anledning af Tamilsagen fungerede Knud Munk Nielsen som dommer i Rigsretten som én af de 15 dommere, der var udpeget af Folketinget. 
2004 blev han Ridder af Dannebrog.